# Lindsey Horan
Lindsey Heaps és una centrecampista/davantera de futbol amb 20 internacionalitats i 3 gols pels Estats Units. Ha estat subcampiona de la Lliga de Campions amb el Paris Saint-Germain.

## Trajectòria
| Temporada       | Club                  | Títols | Selecció (fases finals)                                     |
| --------------- | --------------------- | ------ | ----------------------------------------------------------- |
|                 |                       |        | Copa d'Or sub-17 2010 (3r lloc)                             |
| 2012            | Colorado Rush         |        | Copa d'Or sub-20 2012 (campió)                              |
| 12/13 - 15/16 0 | Paris Saint-Germain 0 |        | Copa d'Or sub-20 2014 (campió) Mundial sub-20 2014 (quarts) |
| 2016 - act.     | Portland Thorns       |        |                                                             |